# Покровська церква (Малин)
Церква Покрови Пресвятої Богородиці — мурована церква у місті Малин Житомирської області. Парафія належить до Російської Православної Церкви Закордоном. Церква пошкоджена російськими окупантами 6 березня 2022 року.

## Історія
На офіційному сайті Верховної Ради України опубліковано офіційний переклад рішення Європейського суду з прав людини(ЄСПЛ) від 14.06.2007р. у справі №77703/01, у тексті якого вказано: п.«91. 1 червня 2005 Верховний Суд України скасував рішення колишнього голови облдержадміністрації Житомирської області Рижука про скасування внесених у статут Свято-Покровської громади м. Малин змін, за якими громада ввійшла в підпорядкування до Російської Православної Церкви за кордоном. Таким чином, ВСУ визнав законним перехід громади з УПЦ(МП) під юрисдикцію РПЦЗ. За громадою збереглась також церква, за яку йшла боротьба з іншою частиною громади, яка не побажала змінювати конфесійну належність». Малин став центром опору УПЦ МП, через конфлікт громади священника о. Василь Демченко, якого позбавили сану у церкві Московського Патріархату, в якій він служив, та керівництвом церкви московського патріархату. 
Релігійна парафія РПЦЗ м.Малин пл.Соборна 3, збудувала церкву на місці родинного будинку рабина-богослова Вайсблат (родича рабина Баал-Шев Това), голови Рабинського суду.

### Пошкодження церкви російськими окупантами
6 березня 2022 року, під час російського вторгнення в Україну, окупанти завдали авіаудару по центральній площі міста. Вибуховою хвилею було пошкоджено стіни церкви, у будівлі вилетіли вікна.
 

За час повномасштабної війни рф проти України в Житомирській області ушкоджено 3 об’єкти, які мають історичну, мистецьку цінність. Про це повідомили на сайті ЮНЕСКО.
«Станом на 26 липня 2023 року ЮНЕСКО підтвердила пошкодження з 24 лютого 2022 року 274 об'єктів – 117 релігійних об'єктів, 27 музеїв, 98 будівель, що мають історичну та/або мистецьку цінність, 19 пам'ятників, 12 бібліотек, 1 архів», - йдеться у повідомленні.
Зокрема, в Житомирській області ЮНЕСКО внесло до переліку : https://www.unesco.org/en/articles/damaged-cultural-sites-ukraine-verified-unesco?hub=66116
- 156. Свято-Покровська церква митрополита Агафангела у місті Малин;